# Quamoclit longiflora
Quamoclit longiflora là một loài thực vật có hoa trong họ Bìm bìm. Loài này được (Willd.) G. Don miêu tả khoa học đầu tiên năm 1838.